# Ante (Architektur)

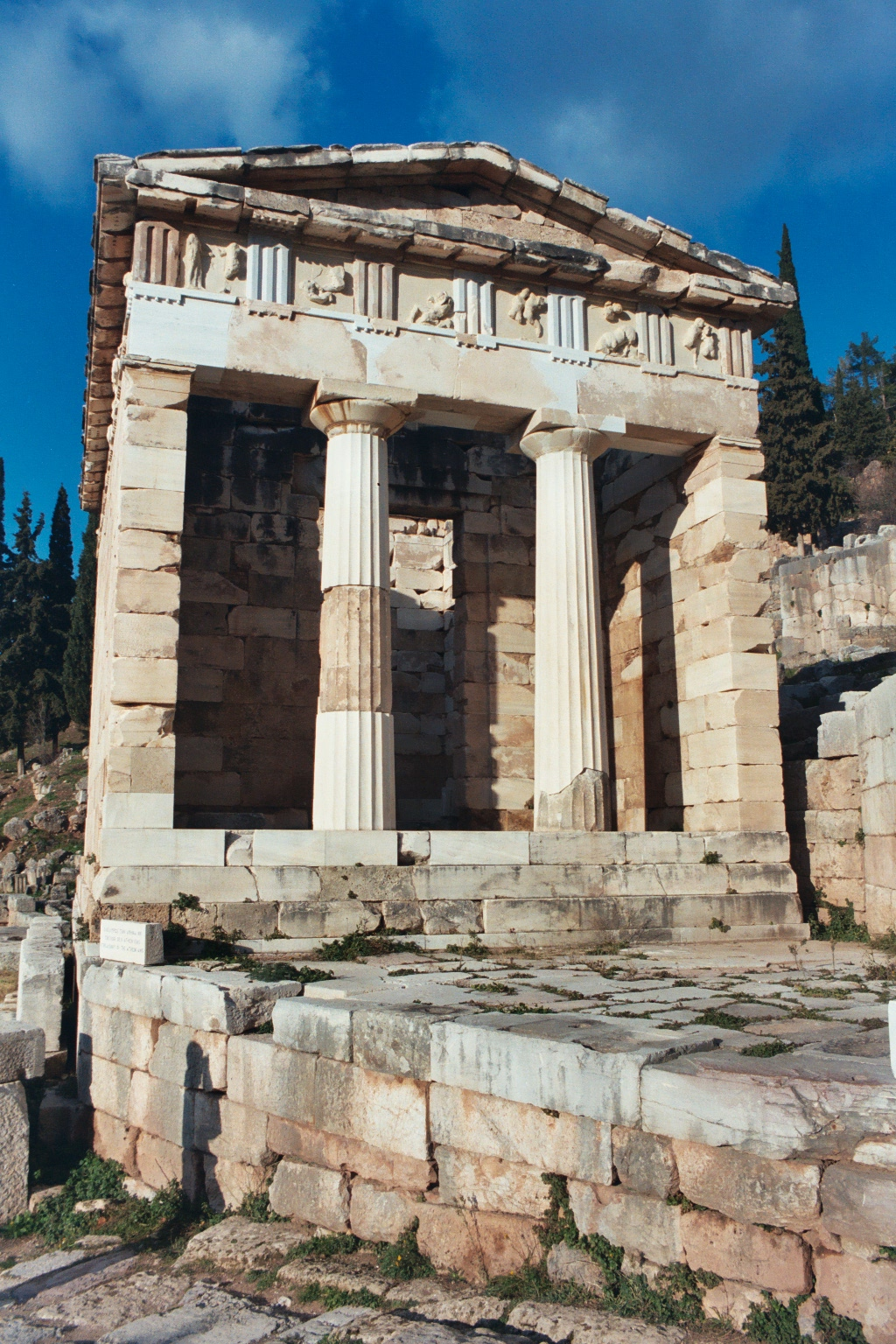
Schatzhaus der Athener in Delphi, Vorhalle mit Anten rechts und links

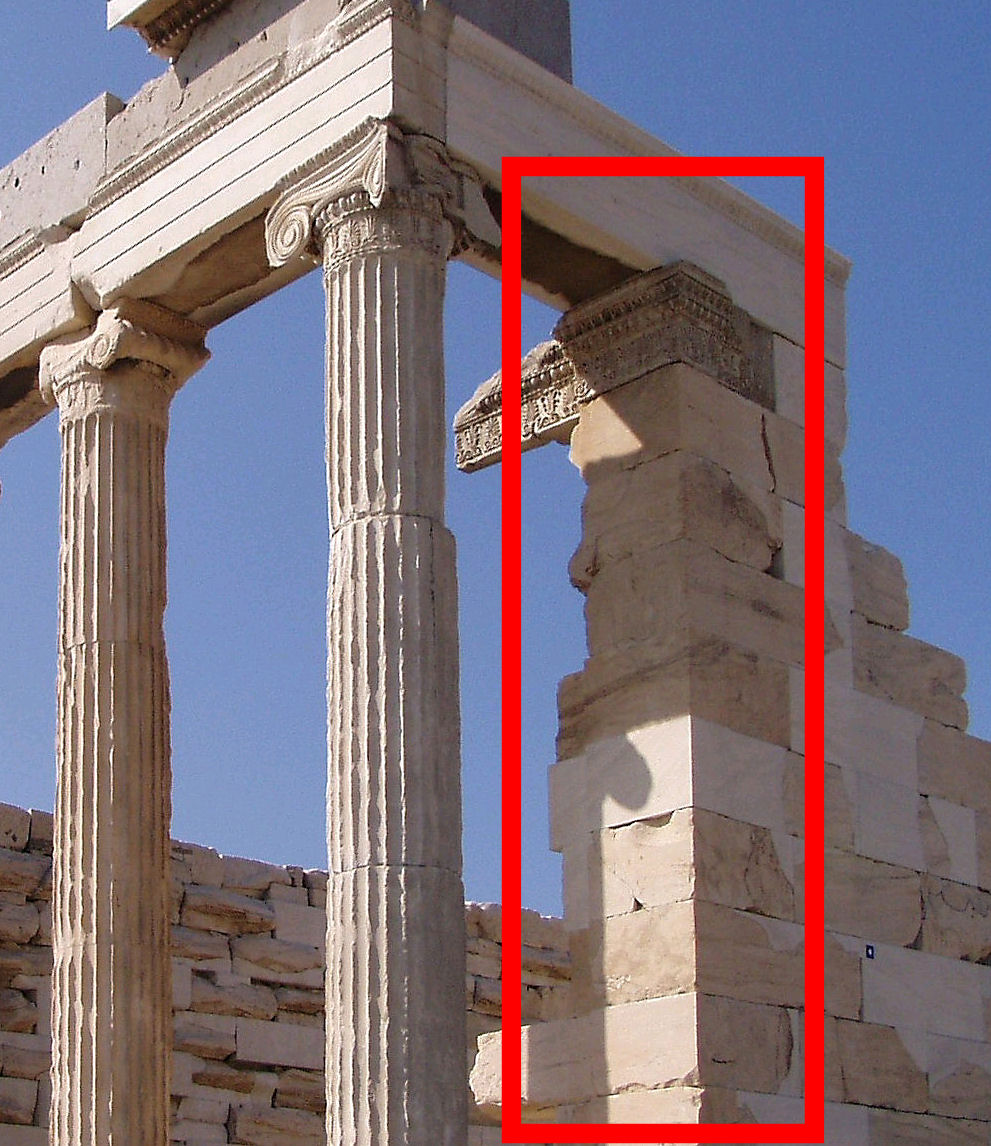
Antenstirn mit dekorativem Antenkapitell an der prostylen Ostseite des Erechtheions, Athen (zwischen 421 und 406 v. Chr.).

Skizze: Tempel mit Vorhalle aus Anten und Säulen

Eine Ante (lateinisch antae, „viereckiger Pfeiler“, Pluraletantum zu anta) oder selten Parastas (pl. Parastades) ist ein stirnseitig einer Wandscheibe vorgesetzter Pfeiler oder eine vorgezogene und meist leicht abgesetzte Mauerzunge in der antiken griechischen und römischen Architektur. Vorhallen mit Anten sind als Grundelement aber bereits im steinernen Megalithbau vorgeschichtlicher Zeit anzutreffen, wo sie als ungedeckte Form des Astylos auftreten.
Die Antenstirn ist meist zum Antenpfeiler verstärkt, der auf einer Antenbasis ruht und von einem Antenkapitell bekrönt wird. Darüber hinaus kann der Antenpfeiler eine andere Quaderschichtung aufweisen als die anschließenden Wände, sogar monolithe Antenpfeiler sind bekannt, die dieses Bauglied in besonderer Weise auszeichnen (Athenatempel in Tegea). Über den Anten folgt an der Front ein normales Gebälk.
Bei einem Tempel ist die Ante eine verlängerte Seitenwand der Cella. Sie kann hierbei aber wie am Parthenon in Athen eine größere Wandstärke als die Cellawände aufweisen. Durch die Anten wird die Pronaos genannte Vorhalle und eine eventuell vorhandene Rückhalle, der Opisthodom, eines Tempels seitlich begrenzt. Man nennt einen Tempel, bei dem Säulen zwischen den Anten stehen (in antis), auch Antentempel oder templum in antis, einen Tempel mit Säulen in antis an Front und Rückseite Doppelantentempel. Griechische Tempel mit lediglich zwei Säulen zwischen den Anten, wie das Schatzhaus von Siphnos aus dem 6. Jahrhundert v. Chr., werden als Distylos in antis bezeichnet.
Auch bei einem Peripteros, bei dem die Cella von einem Säulenkranz umgeben ist, begrenzen die Anten seitlich Pronaos und Opisthodom.